# Peter Larsson (curler)
Peter Larsson (ur. 10 lipca 1964) – szwedzki curler.
W 1986 Larsson jako kapitan drużyny z Örebro Curlingklubb, grający na pozycji trzeciego zdobył tytuły mistrza Szwecji juniorów. Podczas występu na Mistrzostwach Świata Szwedzi z bilansem 5 wygranych i 4 przegranych meczów po Round Robin i wygranym spotkaniu barażowym z Norwegią (Bjørn Ulshagen) awansowali do fazy play-off. W półfinałach ulegli 6:7 Kanadyjczykom (Kevin Martin) i ostatecznie uplasowali się na najniższym stopniu podium pokonując w małym finale Niemców (Dieter Kolb) 12:7.
9 lat później Larsson grał w zespole Matsa Wranå z Sundbybergs Curlingklubb, który triumfował w mistrzostwach kraju. Na Mistrzostwach Europy 1995 reprezentacja Szwecji dotarła do ćwierćfinału, gdzie przegrała z Norwegią (Eigil Ramsfjell) 4:5 i została sklasyfikowana na 7. miejscu. 

## Drużyna
|           | Czwarty       | Trzeci        | Drugi          | Otwierający      |
| --------- | ------------- | ------------- | -------------- | ---------------- |
| 2001/2004 | Peter Larsson | Anders Kraupp | Thomas Winge   | Anders Nyström   |
| 1999/2000 | Peter Larsson | Thomas Winge  | Jan Sjösten    | Anders Nyström   |
| 1998/1999 | Peter Larsson | Mats Wranå    | Anders Nyström | Thomas Winge     |
| 1997/1998 | Mats Wranå    | Peter Larsson | Thomas Winge   | Anders Nyström   |
| 1995/1996 | Mats Wranå    | Peter Larsson | Thomas Winge   | Rickard Holmlund |
| 1985/1986 | Örjan Erixon  | Peter Larsson | Krister Olsson | Mats Rosenhed    |